# Адам (Глазовский район)
Ада́м — деревня в Глазовском районе Удмуртии. Административный центр Адамского сельского поселения.

## География
Деревня находится на расстоянии 11 км к востоку от города Глазов, административного центра района. Абсолютная высота — 211 м над уровнем моря.

### Часовой пояс
Деревня Адам, как и вся Удмуртия, находится в часовой зоне МСК+1. Смещение применяемого времени относительно UTC составляет +4:00.

## Население
| 2010 | 2012 | 2015 |
| ---- | ---- | ---- |
| 797  | ↗814 | ↗986 |

## Улицы
| - ул. Адамская, - ул. Весенняя, - ул. Воронежская, - ул. Восточная, - ул. Вторая, | - ул. Лесная, - ул. Луговая, - ул. Молодёжная, - ул. Новая, - ул. Октябрьская, | - ул. Первая, - ул. Полевая, - ул. Советская, - ул. Сосновая, - пер. Тихий, | - ул. Третья, - ул. Уракова, - ул. Чепецкая, - ул. Четвёртая, - ул. Школьная. |

## Инфраструктура
В деревне действуют средняя школа, детский сад, фельдшерско-акушерский пункт, лыжная база.

## Достопримечательности
В 2017 году в селе построена деревянная церковь преподобного Серафима Саровского.